# 外貌魅力偏见
外貌魅力偏见（通常称为“美丽即善”定型）是指人们倾向于具備外貌吸引力、符合社会美学标准的人，通常也具备其他受欢迎的人格特征，如智力、社交能力和良好的道德品质。这样的个体因此享有所谓的“漂亮特权”，即社会、经济和政治上的优势或好处。外貌吸引力在就业、社交机会、友情、性行为和婚姻等方面对人们的判断产生显著影响。
外貌吸引力定型会影响观察者在比较不同吸引力水平的人时的意见和决策。有证据表明，这一偏见不仅在社交环境中影响决策，还在职场和司法机关中产生影响。

## 历史
“外貌魅力偏见”最早是在1972年由卡伦·迪翁（Karen Dion）、埃伦·伯谢德（Ellen Berscheid）和伊莱恩·沃尔斯特（Elaine Walster）进行的一项研究中被正式提出的。该研究的目标是探讨外貌是否会影响他人对个体的看法，具体来说，是不是会使人更容易被认为具有更受欢迎的个性特质和更高的生活质量。参与者均为大学生。他们被告知将进行一项测试，评估他们在仅通过一张照片判断一个人特征方面的能力，并告知他们的表现将与接受过身体语言及人际技能训练的专业人士进行比较。受试者随后收到了三个信封，分别装有一张男女青年的照片，这些人年龄与受试者相仿，且由研究人员根据外貌被分为“有吸引力”、“一般”和“无吸引力”三类。研究结果显示，总体而言，那些被评为“有吸引力”的人被认为更具社会吸引力，在职业和婚姻方面前景更好，更可能成为好伴侣，拥有更好的人际关系、婚姻生活和职业发展。唯一未出现这种趋势的维度是“亲职教养”，在这一方面，有吸引力的个体并未被评为更可能成为优秀父母。因此，该研究提出了“美丽即善”（beautiful-is-good）这一术语。

## 相关学术研究
关于“外貌魅力偏见”，学界提出了一些理论基础和相关证据。

### 内隐人格理论
内隐人格理论指的是人们根据他人的某些特征，在无意识中对其人格作出的一些假设。这些假设可能基于其他人格特质，但在“外貌魅力偏见”的语境中，这些假设是基于外貌特征的。根据这一理论，研究人员解释道：外表吸引力强的个体往往被无意识地联想到积极的人格特质，而外貌不吸引人的个体则会被联想到消极的人格特质。这些无意识的关联可以解释为什么外表更具吸引力的人会在社会中被以不同的方式对待和感知。然而，当人们依据自己主观的、看似合理但未与现实情况结合的判断来推断他人时，这一理论的解释就会失准。
一项具有代表性的研究以内隐人格理论为基础，对“美丽即善”理论发起了质疑。这项元分析研究发现，人们对外貌魅力的积极联想主要集中在“社交能力”（例如：合群、受欢迎）这一维度，而同时，外貌吸引力高的人也更容易被认为“自恋”且“不谦虚”。这些研究结果说明，“美丽即善”并非一个单一维度的刻板印象。因此，研究者认为，采用内隐人格理论更为合适，它强调了这一刻板印象在不同情境下的复杂性与多面性。

### 演化论
演化生物学的原理是，当种群内某一特征存在遗传变异时，有利于个体生存和繁殖的形态将优于其他形态，并在种群中变得更加频繁。演化心理学家认为，外貌吸引力定型是为了让个体评估潜在的配偶和繁殖伙伴，以及评估自己在同性成员中的地位排名而进化出来的。
男女的繁殖策略不同；然而，两者都包括向潜在伴侣展示自身优势，并与同性成员竞争，以展示个人价值。吸引力或美貌是这些特质的展示，也是繁殖成功的重要预测因素之一。外貌吸引力可能进化为健康、适应性和基因质量的信号。某些外貌特征，如对称性、皮肤清晰度和腰臀比，能够信号传递生殖健康。具备这些特征的个体通常被视为更具吸引力，因为他们拥有能够传递给下一代的基因。
外貌吸引力定型可能也是自然选择的结果。外表吸引的个体更可能交配并传递有利的特征，因此他们在选择配偶时往往更受青睐。
因此，外貌吸引力为目标个体提供了直接的好处，使他们自己和后代直接受益，同时也提供了间接的好处，即目标个体为后代提供遗传上的优势。

### 感知吸引力所涉及的大脑区域
这里将只讨论大脑在评估面部美感时所涉及的区域，因为目前关于大脑如何处理身体吸引力判断的研究仍然较少。
大脑在评估吸引力时，至少会使用三个认知模块。首先，大脑的枕叶和颞叶皮层会处理人脸图像。这些关于面部特征的信息随后会传递到梭状回的面孔区（fusiform face area，简称 FFA）进行面部识别。当我们评估一个陌生人脸时，梭状回在看到有吸引力的面孔时的反应比看到不具吸引力的面孔更为强烈，这表明大脑在全面评估之前，已经能对面部吸引力做出初步的感知。
第二个模块负责解析面部动作，并与大脑的其他区域进行互动，例如杏仁核、岛叶和边缘系统，用于处理面部表情和动作所传达的情绪内容。
随后，信息会被传递到第三个模块——眶额皮层（orbitofrontal cortex，简称 OFC），它负责对“美”的判断，并产生神经奖励，如多巴胺和其他神经递质，以回应发现面部吸引力所带来的愉悦感。研究表明，OFC 在观察有吸引力的面孔时比观察不具吸引力的面孔时更为活跃。这些大脑区域还与奖赏机制以及愉悦动机的调节有关。研究人员认为，我们的大脑会将“有吸引力的面孔”视为一种奖励体验，这可能也是外貌更具吸引力的人在社会中享有“美貌特权”（pretty privilege）的部分原因。

### 记忆
参见：记忆
在记忆系统中，刻板印象在信息被记忆入码和记忆储存时形成，主要以语义记忆的形式整合进现有的基模（schemas）中。之后，当人们进行判断时，这些刻板印象会被促发并回忆回忆到工作记忆中使用。
研究表明，刻板印象有助于提高信息编码的效率，即与刻板印象一致的信息可以更容易地被同化并巩固到已有图式中。因此，这类信息也更容易被回忆起来，尽管这在一定程度上可能是由确认偏误所驱动的。研究发现，人们常常错误地将与刻板印象一致的信息识别为“熟悉的”，这一现象也得到了识别偏差研究的支持，即刻板印象可能诱发虚假记忆。此外，当记忆处理过程受损时，刻板印象会被当作启发式线索来帮助信息的提取与判断的形成。例如，有研究发现，当人们回忆情节性记忆时，会依赖语义记忆来重新解释被遗忘的细节，因为语义记忆更容易被检索出。当任务的复杂度或认知负荷增加时，也观察到类似的行为反应。例如，有一项研究发现，在做出决策变得更加困难的情况下，陪审员会更倾向于回忆出与刻板印象一致的案件细节，并在对被告做出判断时受其影响。因此，虽然刻板印象有时能够帮助人们更容易地记住、回忆和识别信息，但这种便利往往是以牺牲信息回忆的准确性与实际应用的客观性为代价的。
让-克里斯托夫·罗纳（Jean-Christophe Rohner）和安德斯·拉斯穆森（Anders Rasmussen）的研究结果支持了这一结论，同时他们将研究的重点特别放在“身体吸引力刻板印象”上。
他们在2011年的研究发现，无论是外显记忆（即有意识的记忆系统）还是内隐记忆（即无意识的记忆系统），对符合刻板印象的信息的识别都优于不符合的信息。在三项实验中，研究人员向参与者呈现了等数量的“刻板印象一致”与“不一致”的“面孔-词汇”组合（例如，一张有吸引力的面孔配以“善良”或“残酷”这类词语）。随后，研究人员进行了记忆测试，再次呈现新的和旧的面孔-词汇组合。外显记忆通过观察参与者是否能够准确识别并分类这些组合为“旧”或“新”来评估。内隐记忆则采用类似方式测量，但参与者只需关注词语的情感性质（例如，“善良”属于“积极”）以判断所呈现的面孔是否对他们的反应时间造成了影响。研究还测量了参与者对自身回答的主观信心。
尽管研究结果显示，参与者对符合刻板印象的面孔-词语组合识别得更准确且更迅速，但他们也经常将这些组合归类为“旧的”（即曾经见过的），无论这些组合实际上是否曾出现。研究未发现回答结果与低信心水平之间存在显著相关性，这表明参与者坚信自己之前见过这些符合刻板印象的组合，支持了“刻板印象会对识别记忆产生偏见”的既有观点。
此外，罗纳和 拉斯穆森 于2012年所进行的后续研究进一步探讨了九个调节变量对刻板印象引导行为的影响。结果表明，没有任何一个调节变量在统计学上显著减少了这种偏见，这说明在现实生活情境中，可能需要额外的机制来应对“外貌吸引力刻板印象”的强大影响。

## 现实生活中的影响
自最初研究发表以来，越来越多的后续研究进一步证实了“外貌魅力偏见”的存在，并将其影响范围扩展到了其他领域。

### 智力评估
外貌吸引力与人们被感知为有多聪明之间也存在密切关系。无论是成人还是儿童，长相吸引人的个体通常会被认为在智力上更有能力。该效应在成人中表现得更为显著，并且在男性中尤为强烈。当男性和女性的外貌吸引力相当时，人们仍更倾向于认为男性更聪明。尽管实际上几乎没有证据表明外貌吸引力与真实的智力能力之间存在关联，这种认知偏差依然广泛存在。

### 职场中的影响
研究表明，“外貌魅力偏见印象”在职场中同样普遍存在。一项元分析研究探讨了个体的外貌吸引力水平如何影响多种与工作相关的结果，并发现两者之间存在显著的正相关关系。该研究汇总了60多项研究结果，表明外貌吸引力高的人被普遍视为更优秀的员工。他们更有可能被录用与晋升，也更有可能在绩效评估和职业潜力方面获得更高的评价。这一刻板印象不仅影响男性，也同样适用于女性，且无论是观察者还是被评价者的性别，都不会显著改变这一关系。这说明，外貌吸引力对职场评价具有广泛且一致的影响力。

### 司法系统中的影响
参见：外貌魅力偏见 —— 记忆
研究表明，在司法环境中，外貌有吸引力的被告往往会得到更宽松的对待，他们被认为更不具威胁性，且更具美德。
罗纳德·马泽拉和艾伦·费因戈德进行的一项元分析研究探讨了被告的外貌对陪审团裁决的影响，旨在通过模拟审判更好地理解陪审团的决策过程。研究发现，外貌吸引人、女性且社会经济地位较高的被告获得了较轻的判决。陪审团更有可能判定外貌不吸引的被告有罪，而不是外貌吸引的被告。此外，在某些犯罪案件中，陪审团为外貌吸引的被告推荐较轻的惩罚。在抢劫、强奸和欺诈案件中，被告的外貌对判决的轻重有一定影响。然而，在过失致死案件中，外貌吸引的个体比外貌不吸引的个体受到的惩罚更重，尽管这些结果的效应量相对较小。研究人员认为，这是因为外貌吸引的个体被期望达到比外貌不吸引的个体更高的标准。因此，当他们犯错时，比如在过失杀人的案件中，他们会受到更严厉的惩罚。
大多数研究也发现，外貌吸引通常会导致较轻的惩罚。然而，对于那些与外貌相关的犯罪，如诈骗，外貌吸引的被告相比于外貌不吸引的被告会受到更严厉的判决。这可能是由于陪审员认为被告利用其外貌优势，从而妨碍了与外貌吸引相关的刻板印象在决策过程中发挥作用。通常，这些结果通过承认外貌吸引的刻板印象所带来的利益并非单向的来进行合理化。有些研究认为，当外貌吸引的被告提供了合理解释时，陪审员会更积极地依赖这种解释，并在判决时表现得更宽容。然而，当合理解释不足时，陪审员无法将被告与外貌吸引相关的刻板印象特征联系起来，意识到外貌吸引的被告与外貌不吸引的被告没有明显的区别。
身体吸引力刻板印象对记忆的影响同样突显了某些司法程序的脆弱性。实证研究表明，人们在回忆个人记忆时，会依赖刻板印象来推断遗忘的细节，或将其作为简化复杂决策的启发式手段。这一发现进一步揭示了陪审员可能受到有害偏见的影响，而类似的影响同样适用于诸如目击者证词等依赖记忆的判断情境。
许多研究发现，不具吸引力的面孔在刻板印象中常与“不可信任”联系在一起，因此在犯罪情境中更容易被联想到“犯罪倾向”与“有罪”。 有一项研究发现，不具吸引力或“长得像罪犯”的面孔更容易被记住，也更容易被识别出来。 另一项研究则间接支持了这一观点，但其结果更显著地表明，参与者更容易在同一类别内出现识别失败（例如，将不同的有吸引力者混淆在一起）。 此类识别错误也出现在其他变量上，比如种族，其中一些研究指出，人们在作出判断时通常对自己的判断十分自信。这些发现对于目击证人证词具有重要启示：当事人与实际罪犯或与“犯罪”有关的特征相似时，不具吸引力的人尤其容易成为受刻板印象驱动的识别错误的受害者。
现有文献还发现，让目击者从选项中进行选择，会让他们对自己的回答产生更高的自信心，而这种自信却常被误认为是准确性的体现。例如，让他们从一系列嫌疑人照片中挑出作案者。相比之下，更推荐让目击者自由回忆信息。研究还发现，受刻板印象驱动的行为可能是相对容易逆转的。仅仅通过提醒参与者要更加谨慎、有意识地抑制刻板化思维，就几乎可以完全消除这种偏见所带来的影响。
一项2023年的研究发现，外貌较为吸引的亲密暴力受害者相比于外貌不吸引的受害者，被视为更具可信度。

### 教育
在对教育系统中学生感知的研究回顾中，发现吸引人的学生比不吸引人的学生更容易受到老师的青睐。与认为吸引人的人更聪明的看法一致，研究表明，老师对吸引人的学生有更高的期望。他们期望这些学生更聪明、取得更好的成绩，并且具备比其他不那么吸引人的学生更好的社交属性。此外，1960年至1985年间的多项研究表明，吸引人的学生在标准化考试中实际得分更高。研究人员认为这是自证预言的一个例子，老师对吸引人的学生更高的期望促使他们更加努力工作，从而表现得更好。、

### 批评
最近的研究表明，外貌吸引力刻板印象也可能表现为一种负面偏见，反而对目标个体不利。研究显示，当观察者与目标是同性时，外貌吸引力可能不再带来传统意义上的优势。在这项研究中，目标个体比外貌普通的个体更不可能被推荐工作或被大学录取。这种现象可能源于观察者希望避免与外貌吸引人的同性目标产生自我威胁的心理反应。特别是那些自尊心较低的个体，比自尊心较高的人更容易回避这些潜在的威胁。

## 内文引用
1. 1 2 3 4  卡伦·迪翁; 艾伦·伯谢德; 伊莱恩·沃尔斯特. . 人格与社会心理学杂志: 285-290. ISSN 1939-1315. PMID 10152052. doi:10.1037/h0033731 （英语）.
2. ↑  爱丽丝·H·伊格利; 理查德·D·阿什莫尔; 莫娜·G·马希贾尼; 劳拉·C·隆戈. . 心理学公报: 109-128. ISSN 1939-1455. doi:10.1037/0033-2909.110.1.109 （英语）.
3. 1 2 3  细田惠美; 尤金·F·斯通-罗梅罗; 格温·科茨. . 人事心理学: 431-462. ISSN 0031-5826. doi:10.1111/j.1744-6570.2003.tb00157.x （英语）.
4. 1 2 3  罗纳德·马泽拉; 艾伦·范戈德. . 应用社会心理学杂志: 1315-1338. ISSN 0021-9029. doi:10.1111/j.1559-1816.1994.tb01552.x （英语）.
5. ↑  . 牛津参考.   [2023-06-06].
6. ↑  爱丽丝·H·伊格利; 理查德·D·阿什莫尔; 莫娜·G·马基贾尼; 劳拉·C·隆戈. . 心理学公报: 109-128. ISSN 1939-1455. doi:10.1037/0033-2909.110.1.109 （英语）.
7. ↑  卡尔·西尼尔. . 神经元. 2003-05, 38 (4): 525-528. PMID 12765605. S2CID 15749275. doi:10.1016/S0896-6273(03)00293-9 （英语）.
8. ↑  斯蒂文·J·斯宾塞; 罗伯特·A·约瑟夫斯; 克劳德·M·斯蒂尔. 罗伊·F·鲍迈斯特 , 编. . 自尊 (马萨诸塞州波士顿: Springer美国): 21-35. ISBN 978-1-4684-8958-3. doi:10.1007/978-1-4684-8956-9_2.
9. ↑  兰迪·索恩希尔; 史蒂文·W·甘吉斯塔. .  写于牛津. . 纽约: 牛津大学出版社. 2008-09-25. ISBN 978-0-19-534099-0.
10. ↑  朱迪丝·H·朗格卢瓦; 丽萨·卡拉卡尼斯; 亚当·J·鲁宾斯坦; 安德莉亚·拉尔森; 莫妮卡·哈勒姆; 莫妮卡·斯穆特. . 心理学公报: 390-423. ISSN 1939-1455. PMID 10825783. S2CID 18665543. doi:10.1037/0033-2909.126.3.390 （英语）.
11. ↑  詹妮弗·L·拉姆齐; 朱迪丝·H·朗格卢瓦; 丽贝卡·A·霍斯; 亚当·J·鲁宾斯坦; 安吉拉·M·格里芬. . 发展科学. 2004-04, 7 (2): 201-211. ISSN 1363-755X. PMID 15320380. doi:10.1111/j.1467-7687.2004.00339.x （英语）.
12. ↑  雷切尔·F·罗杰斯; 珍娜·坎帕尼亚; 拉伊汗·阿塔瓦拉. . 身体意象: 273-279. PMID 30713132. S2CID 73447614. doi:10.1016/j.bodyim.2019.01.010 （英语）.
13. ↑  让娜·博韦; 佐伊·卡普拉; 埃马纽埃尔·沃勒; 朱利安·雷努尔特. 莫雷诺·安德烈阿塔 , 编. . 艺术与科学中的跨学科探索 (瑞士沙姆: Springer 国际出版公司): 327-357. ISBN 978-3-319-76053-7. doi:10.1007/978-3-319-76054-4_17.
14. ↑  D·布兹多克; R·朗纳; S·卡斯帕斯; F·库尔特; U·哈贝尔; K·齐勒斯; A·莱尔德; 西蒙·B·艾克霍夫. . 大脑结构与功能: 209-223. ISSN 1863-2653. PMC 4020344 . doi:10.1007/s00429-010-0287-4 （英语）.
15. ↑  路易丝·P·柯尔施; 科西莫·乌尔杰西; 艾米丽·S·克罗斯. . 神经科学与生物行为评论: 56-68. PMID 26698020. S2CID 3401618. doi:10.1016/j.neubiorev.2015.12.005. hdl:11390/1093985 （英语）.
16. ↑  安东尼·C·利特尔; 本尼迪克特·C·琼斯; 丽莎·M·德布鲁因. . 英国皇家学会哲学汇刊B辑：生物科学: 1638-1659. ISSN 0962-8436. PMC 3130383 . PMID 21536551. doi:10.1098/rstb.2010.0404 （英语）.
17. ↑  罗拉·E·朴; 乔恩·K·马纳. . 人格与社会心理学杂志: 203-217. ISSN 1939-1315. PMID 19210075. doi:10.1037/a0013933 （英语）.
18. ↑  蓝梦雪; 彭茂英; 赵晓琳; 李慧翔; 杨娟. . 神经心理学. 2021-05, 155. ISSN 0028-3932. PMID 33713669. doi:10.1016/j.neuropsychologia.2021.107824 （英语）.
19. 1 2  大卫·M·阿莫迪奥. . 自然神经科学评论. 2014, 15 (10): 670-682. ISSN 1471-003X. PMID 25186236. doi:10.1038/nrn3800 （英语）.
20. ↑  费奥克，杰克; 斯坦戈尔，查尔斯. . 英国社会心理学杂志. 1994, 33 (3): 331-343. ISSN 0144-6665. PMID 7953221. doi:10.1111/j.2044-8309.1994.tb01029.x （英语）.
21. ↑  博登豪森，加伦·V. . 人格与社会心理学杂志. 1988, 55 (5): 726-737. ISSN 1939-1315. PMID 3210142. doi:10.1037/0022-3514.55.5.726 （英语）.
22. 1 2  斯坦戈尔，查尔斯; 麦克米兰，大卫. . 心理学公报. 1992, 111 (1): 42-61. ISSN 1939-1455. doi:10.1037/0033-2909.111.1.42 （英语）.
23. ↑  麦克雷，C. 尼尔; 施洛尔舍特，阿斯特丽德 M.; 博登豪森，盖伦 V.; 米尔恩，艾伦 B. . 记忆. 2002-01, 10 (1): 63-80. ISSN 0965-8211. PMID 11747577. doi:10.1080/09658210143000254 （英语）.
24. ↑  伦顿，艾莉森 P; 布莱尔，艾琳 V; 哈斯提，里德. . 实验社会心理学期刊. 2001, 37 (1): 3-14. doi:10.1006/jesp.2000.1426 （英语）.
25. 1 2 3  谢尔曼，杰弗里 W; 贝森诺夫，盖尔 R. . 心理科学. 1999, 10 (2): 106-110. ISSN 0956-7976. doi:10.1111/1467-9280.00116 （英语）.
26. ↑  谢尔曼，杰弗里 W; 李，安吉拉 Y; 贝森诺夫，盖尔 R.; 弗罗斯特，莱伊 A. . 人格与社会心理学杂志: 589-606. ISSN 1939-1315. PMID 9781404. doi:10.1037/0022-3514.75.3.589 （英语）.
27. 1 2  博登豪森，盖伦 V.; 李希滕斯坦，梅里尔. . 人格与社会心理学杂志. 1987, 52 (5): 871-880. ISSN 1939-1315. PMID 3585699. doi:10.1037/0022-3514.52.5.871 （英语）.
28. 1 2  克拉特兹基，罗伯塔 L.; 马丁，盖尔 L; 凯恩，罗比 A. . 记忆与认知. 1982, 10 (3): 195-206. ISSN 1532-5946. PMID 7121241. doi:10.3758/BF03197630 （英语）.
29. 1 2  让-克里斯托夫·罗纳; 安德斯·拉斯穆森. . 斯堪的纳维亚心理学杂志. 2011, 52 (4): 309-319. ISSN 1467-9450. PMID 21255024. doi:10.1111/j.1467-9450.2010.00873.x （英语）.
30. ↑  让-克里斯托夫·罗纳; 安德斯·拉斯穆森. . 斯堪的纳维亚心理学期刊. 2012, 53 (3): 239-246. ISSN 0036-5564. PMID 22416805. doi:10.1111/j.1467-9450.2012.00939.x （英语）.
31. ↑  杰克逊，琳达·A; 亨特，约翰·E; 霍奇，卡萝尔·N. . 社会心理学季刊. 1995-06, 58 (2): 108-122. ISSN 0190-2725. JSTOR 2787149. doi:10.2307/2787149.
32. ↑  埃夫兰，迈克尔·G. . 人格研究杂志. 1974-06, 8 (1): 45-54. ISSN 0092-6566. doi:10.1016/0092-6566(74)90044-0 （英语）.
33. ↑  安德里亚·德桑茨; 韦斯利·A·凯森. . 心理学报告. 1997-10, 81 (2): 679-683. ISSN 0033-2941. doi:10.2466/pr0.1997.81.2.679 （英语）.
34. ↑  格洛丽亚·莱文塔尔; 罗纳德·克雷特. . 心理学报告. 1977-02, 40 (1): 315-318. ISSN 0033-2941. doi:10.2466/pr0.1977.40.1.315 （英语）.
35. 1 2  哈罗德·西戈尔; 南希·奥斯特罗夫. . 人格与社会心理学杂志. 1975, 31 (3): 410-414. ISSN 1939-1315. doi:10.1037/h0076472 （英语）.
36. ↑  理查德·伊泽特; 莱斯利·B·费什曼. . 社会心理学杂志. 1976-12, 100 (2): 285-290. ISSN 0022-4545. doi:10.1080/00224545.1976.9711940 （英语）.
37. ↑  大卫·A·阿布文德; 肯雅塔·霍夫. . 社会心理学杂志: 603-615. ISSN 0022-4545. PMID 11758038. doi:10.1080/00224540109600574 （英语）.
38. ↑  爱德华·D·史密斯; 安妮塔·赫德. . 心理学报告: 691-694. ISSN 0033-2941. PMID 482492. doi:10.2466/pr0.1979.44.3.691 （英语）.
39. ↑  罗宾·SS·克雷默; 贾尼-莉·贾维斯; 米凯拉·格林; 亚历克斯·L·琼斯. . 实验心理学季刊. 2023, 77 (10): 1978-1986. ISSN 1747-0218. PMC 11487863 . PMID 37997346. doi:10.1177/17470218231218651 （英语）.
40. ↑  M.K.·麦克林. . 北美心理学期刊. 2006, 8 (2): 197-208  [2025-04-21]. ISSN 0095-7984.
41. ↑  奥托·麦克林; M.·麦克林. . 北美心理学期刊: 145-154.
42. ↑  卡罗尔·T·米勒. . 社会认知. 1988, 6 (3): 231-251. ISSN 0278-016X. doi:10.1521/soco.1988.6.3.231 （英语）.
43. ↑  罗伊·S·马尔帕斯; 杰罗姆·克拉维茨. . 人格与社会心理学杂志. 1969, 13 (4): 330-334. ISSN 1939-1315. PMID 5359231. doi:10.1037/h0028434 （英语）.
44. ↑  克里斯蒂安·A·迈斯纳; 约翰·C·布里格姆; 大卫·A·巴茨. . 应用认知心理学. 2005, 19 (5): 545-567. ISSN 0888-4080. doi:10.1002/acp.1097 （英语）.
45. ↑  迈克尔·D·鲁宾逊; 乔尔·T·约翰逊. . 应用心理学杂志. 1996, 81 (5): 587-594. ISSN 1939-1854. doi:10.1037/0021-9010.81.5.587 （英语）.
46. ↑  马克·W·帕特里. . 心理学报告. 2008, 102 (3): 727-733. ISSN 0033-2941. PMID 18763443. doi:10.2466/pr0.102.3.727-733 （英语）.
47. ↑  哈特穆特·布兰克; 塞琳娜·洛奈. . 记忆与认知应用研究杂志: 77-88. ISSN 2211-369X. doi:10.1037/h0101798 （英语）.
48. ↑  哈特穆特·布兰克; 劳伦·拉特; 丽贝卡·阿姆斯特朗. . 心理学通报与评论. 2019, 26 (3): 1001-1007. ISSN 1069-9384. PMC 6557864 . PMID 30604403. doi:10.3758/s13423-018-1541-7 （英语）.
49. ↑  梅西·霍尔; 阿加塔·德博夫斯卡; 乔治·凯·黑尔斯. . 女性暴力. 2024-07, 30 (9): 2396-2416. ISSN 1552-8448. PMID 36624627. doi:10.1177/10778012221150272 （英语）.
50. ↑  维基·里茨; 迈尔斯·L·帕特森; 马克·E·塔布斯. . 教育研究评论. 1992, 62 (4): 413-426. S2CID 145563047. doi:10.3102/00346543062004413 （英语）.
51. ↑  阿格特·玛丽亚; 斯波尔尔·马蒂亚斯; 曼纳·乔恩 K. . 个性与社会心理学公报. 2011-08, 37 (8): 1042-1054. ISSN 0146-1672. PMID 21636731. S2CID 9854865. doi:10.1177/0146167211410355 （英语）.
52. ↑  维泽·霍尔格; 克洛特·纳迪内; 古尔马尔·丹尼尔; 赖兴巴赫·于尔根·R.; 施魏因贝格·斯特凡·R. . 大脑与认知: 163-168. PMID 22104172. S2CID 23694344. doi:10.1016/j.bandc.2011.10.012 （英语）.
53. ↑  亚罗斯·丹尼尔. . 行为科学 (MDPI). 2019-03-29, 9 (4): 34. ISSN 2076-328X. PMC 6523404 . PMID 30934856. doi:10.3390/bs9040034 （英语）.